# Око (спутниковая система)
«Око» (УС-КС) — функционировавшая в 1982—2019 годах спутниковая система обнаружения стартов межконтинентальных баллистических ракет с континентальной части США. Входила в состав космического эшелона системы предупреждения о ракетном нападении (СПРН).

## Описание системы
Включала в себя спутники первого поколения УС-К на высокоэллиптических орбитах и УС-КС на геостационарной орбите. Спутники на геостационарной орбите обладают существенным преимуществом — они не изменяют свою позицию относительно Земли и могут обеспечить постоянную поддержку группировке спутников на высокоэллиптических орбитах.
Головной разработчик космического эшелона системы предупреждения — ЦНИИ «Комета». Разработчик космических аппаратов — НПО Лавочкина. КА выводились на геостационарную орбиту с помощью ракеты-носителя «Протон-К» и на высокоэллиптические орбиты при помощи ракеты-носителя «Молния-М». Приводная аппаратура для системы УС-К изготавливалась ЛЗСХМ имени Ухтомского, радиотехническая аппаратура —  Днепровский машиностроительный завод им.Ленина.

## История
Работы по созданию космических систем со спутниками ИС («Истребитель спутников», назначение — противоспутниковая оборона) и УС («Универсальный спутник», глобальная морская разведка), стартовали в ОКБ-52 ГКАТ в конце 1950-х — начале 1960-х гг., в 1960 году к ним подключились специалисты КБ-1 ГКОТ, с 1961 года двумя указанными структурами и значительным количеством смежных организаций и учреждений велись работы по космической системе обнаружения стартов баллистических ракет УС-К. В 1964 году ОКБ-52, где работал Сергей Хрущёв (замглавы в 1963—1964 гг.), попало в опалу после отстранения его отца от власти, и КБ-1 было определено головным по разработке систем ИС, УС-А и УС-К, после чего темпы работ над указанными проектами резко замедляются и они фактически сворачиваются (развёртывание системы «Око» началось только в 1979 году запуском четырёх аппаратов).
С конца 1960-х годов разработка совместно с ЦНИИ «Комета» и НИИ-45 Министерства обороны системы предупреждения о ракетном нападении «Око». Включает 4 спутника УС-КС и 1 УС-КМО (71Х6) «Прогноз». Первый спутник, «Космос-520», запущен в сентябре 1972 г. После проведения лётно-конструкторских испытаний система первого поколения УС-КС, постановлением правительства № 5721 в январе 1979 г. система «Око» принята на вооружение, приказом Министра обороны № 00178 от 27 декабря 1982 г. поставлена на боевое дежурство. По данным на апрель 2003 г., система состояла из 8 спутников УС-КС на высокоэллиптических орбитах и четырёх УС-КМО (71Х6) на геостационарных орбитах; двух командных пунктов — западного (г. Солнечногорск) и восточного. Включала также систему отображения «Крокус» и терминалы командной боевой системы «Казбек», находившиеся у Президента РФ, Министра обороны и Начальника Генштаба. Указом президента № 1770 в декабре 1996 г. СПРН принята на вооружение, в 2002 г., после ввода восточного командного пункта, заступила на боевое дежурство.
26 сентября 1983 года система выдала ложное предупреждение о ракетной атаке. Тревога 26 сентября 1983 года была признана ложной решением оперативного дежурного командного пункта «Серпухов-15», находящегося в 100 км от Москвы, подполковника С. Е. Петрова. Его действия из-за военной секретности и политических соображений стали известны широкой общественности только в 1993 году, когда генерал-полковник Ю. В. Вотинцев (во время описываемых событий — командующий Войсками противоракетной и противокосмической обороны СССР) опубликовал краткое изложение этих событий.
В дополнение с 1984 года на геостационарной орбите размещался один КА УС-КС (система «Око-С»). Он представлял собой тот же базовый спутник, несколько модифицированный для работы на геостационарной орбите. Эти спутники помещались в точку стояния на 24° западной долготы, обеспечивая наблюдение за центральной частью территории США на краю видимого диска Земли.
C февраля 1991 года параллельно началось развёртывание системы Око-1 из спутников второго поколения 71Х6 на геостационарной орбите.

## Современное состояние
Группировка спутников на начало 2008 года состояла из одного аппарата 71Х6 «Космос-2379» на геостационарной орбите и двух аппаратов типа УС-КС 73Д6 («Космос-2422», «Космос-2430») на высокоэллиптических. Последние два аппарата типа 73Д6 были запущены 23 октября 2007 года и 2 декабря 2008 года. На смену старым спутникам планируется запускать аппараты серии Единой космической системы обнаружения и боевого управления начиная с 2009 года.
В начале 2014 года аппарат 71Х6 перешёл в нерабочее состояние и на июнь 2014 года снят с боевого дежурства.
5 января 2019 года спутник «Космос-2430» сошёл с орбиты и сгорел над Атлантическим океаном, утверждалось что он планово сведён с орбиты. Камеры телеканала FOX во время трансляции матча по крикету в Новой Зеландии засняли момент гибели российского спутника «Космос-2430». В ночь на 23 ноября 2019 года аппарат «Космос-2422» также сведён с орбиты и сгорел в атмосфере над Тихим океаном.